# IndosatM2
PT Indosat Mega Media, także IndosatM2 – indonezyjski dostawca usług telekomunikacyjnych. Stanowi spółkę zależną PT Indosat Tbk.
Oferuje rozwiązania telekomunikacyjne dla potrzeb klientów indywidualnych i korporacyjnych. Jest dostawcą światłowodowego dostępu do internetu, telewizji IPTV oraz usług hostingowych.
Przedsiębiorstwo zostało założone w 1996 roku.